# Molow
Molow (Eigenschreibweise: MOLOW) ist ein Schweizer DJ- und Musikproduzenten-Duo, dessen Mitglieder mit Masken in Form einer Bombe mit Zündschnur auftreten.

## Karriere
Die Debütsingle Wildest Love, ein Tropical-House-Song, erschien im Mai 2018 und konnte sich auf Anhieb auf Platz 16 der Schweizer Hitparade platzieren. In den Folgewochen stieg er bis auf Platz fünf.

## Diskografie

### Singles
- 2018: Wildest Love
- 2020: Carry On (mit Martin Jensen). Virgin Records
- 2023: Wake Me Up (mit Nito-Onna). Bros Music
- 2023: I Dont Need No Anyone. Bros Music
- 2024: Maxxx (mit E-Rotic und Des3ett)
- 2024: Runaway (mit Collesio und Missing Heart)
- 2024: Stay with Me (mit Collesio und Missing Heart)
- 2024: Puls! (Mit Noisetime und Lenna)

## Einzelbelege
1. 1 2  Chartquellen: Molow in hitparade.ch